# Françoise Vergès
Françoise Vergès (Paris, 23 de janeiro de 1952) é uma cientista política e ativista feminista decolonial francesa.

## Biografia

### Família
Françoise Vergès, nascida a 23 de janeiro de 1952 no 11º arrondissement de Paris, é a segunda filha de Laurence Deroin e do político Paul Vergès. É também sobrinha do advogado Jacques Vergès, que a terá influenciado através das suas lutas. 
A sua tetravó, Marie Hermelinde Million des Marquets, veio de uma família esclavagista da Reunião. Dona de uma plantação com cerca de vinte hectares, a família era, segundo uma escritura de 1848, proprietária de "121 escravos, incluindo 66 crioulos, 12 malgaxes, 39 moçambicanos e 4 índios ou malaios".
A sua mãe era ativista e funcionária do Partido Comunista Francês (PCF), trabalhou notavelmente no Ministério da Reconstrução e Urbanismo na época chefiado por Raymond Aubrac, até a saída dos comunistas do governo, ou mesmo de Laurent Casanova. O casal Deroin-Vergès conheceu-se em 1947 na secção colonial do PCF em Paris e casou-se em 1949. Laurence Deroin chegou pela primeira vez à Ilha da Reunião, aos 30 anos em 1954, quando o seu sogro Raymond Vergès queria que o filho e seu marido assumisse o comando da federação da Reunião do PCF. Foi ativista da União das Mulheres Francesas e foi uma das fundadoras da União das Mulheres da Reunião (UFR) em 1958. Depois de gerir uma livraria em Saint-Denis (La Librairie des Mascareignes) durante alguns anos, Laurence Deroin trabalhou no jornal Témoignages, onde escrevia uma seção sobre a condição das mulheres. Foi também candidata em várias eleições pelo Partido Comunista da Reunião (PCR).
O seu pai, filho de um médico e cônsul durante a época colonial, foi sucessiva ou simultaneamente deputado, deputado europeu, senador, presidente do Conselho Regional da Reunião e presidente da Câmara Municipal de Le Port.

### Infância e estudos
Aos 2 anos, Françoise Vergès chegou à Ilha da Reunião, onde passou a sua infância, marcada pelas batalhas políticas lideradas pelos seus pais.
Aos 16 anos, os seus pais deixaram-na sair da Reunião para passar o último ano e o bacharelado na Argélia. Em outubro de 1970, foi estudar no Liceu Descartes em Argel, ficando hospedada com o tio, o advogado Jacques Vergès, que defendia na Justiça a ativista da FLN Djamila Bouhired. Françoise declarou a sua admiração pela luta de libertação travada na Argélia naquela época. No ensino médio, fez amizade com outros filhos de artistas e ativistas da independência. Durante o desaparecimento de Jacques Vergès, ela foi morar com um amigo de seu tio, Georges Arnaud. Após o bacharelato, estudou brevemente chinês e árabe em Aix-en-Provence, e retornou três meses depois para estudar na Faculdade de Ciências Políticas de Argel. Porém, pouco depois, parou de estudar para se dedicar ao ativismo.
Em 1983, partiu para os Estados Unidos onde viveu ilegalmente fazendo biscates, e trabalhando como editora e jornalista na comunidade feminista francesa. Françoise deixou o país com destino ao México para retornar legalmente aos Estados Unidos e retomar os seus estudos em 1987 na Universidade da Califórnia em San Diego, onde fez cursos de ciências políticas e estudos feministas, para poder posteriormente inscrever-se numa tese. Em 1989, foi para a Universidade da Califórnia em Berkeley para estudar teses de ciência política sob a supervisão de Michael Paul Rogin. Concluiu o doutoramento em maio de 1995 e retornou a França. A sua tese foi publicada sob o título Monstros e revolucionários. Romance familiar colonial e miscigenação. Françoise tomou como base a história política da Reunião desde a sua origem até aos dias de hoje, para reconstituir o percurso da sua família envolvida na política desde 1930.
Obteve seu diploma em 2005, na Escola de Estudos Avançados em Ciências Sociais.

## Ativismo feminista e decolonial
Após o liceu, Françoise Vergès envolveu-se no Secours Rouge, no Comité Palestina, no movimento contra a instalação de um campo militar em Larzac, nos Grupos de Informação Prisional e no Movimento de Mulheres. Frequentou o Movimento de Libertação das Mulheres em Paris e envolveu-se no grupo Psy e Po de Antoinette Fouque. Colaborou com a revista mensal Des femmes en Mouvements, inicialmente mensal e depois semanal, publicada entre 1978 e 1982, e com a coleção Mulheres em luta de todos os países, publicada pela Éditions des femmes, de 1981 a 1983. Liderando as suas lutas feministas e anti-racistas a nível mundial e local, colaborou com a associação Rualité, criada pelo hip-hopper Bintou Dembélé.
É também membro do coletivo Marcha das Mulheres pela Dignidade (MAFED). A 9 de fevereiro de 2012, participou numa manifestação organizada pelo coletivo MTE (Maman toutes égales), contra as medidas tomadas pelas escolas e pelo então ministro francês da Educação, Luc Chatel, contra as mães que usam véu.
É colaboradora frequente do canal Paroles d'honneur. É também membro do Collège de la diversité do Ministério da Cultura francês e um dos membros fundadores do coletivo Décoloniser les arts.
Em maio de 2018, participou na conferência internacional Bandung du Nord, organizada pela Decolonial International Network para "questionar a memória colonial", ao lado de outros académicos e activistas famosos como Angela Davis, Fred Hampton Jr. e Muntadhar al-Zaidi.
Em 3 de outubro de 2018, assinou um artigo de opinião colectiva apelando à participação nas duas jornadas de mobilização organizadas em 30 de novembro e 1 de dezembro de 2018 por associações que se identificam como "politicamente anti-racistas" - agrupadas sob o nome de Coletivo Rosa Parks - para "protestar contra as desigualdades estruturais, o racismo, a segregação e o desprezo permanente".
Em outubro de 2023, ela partilhou a sua opinião sobre o ataque do Hamas a Israel, escrevendo no Twitter: "De um lado uma ocupação colonial com a sua violência sistémica, racismo estrutural, ilusão de democracia, roubo de terras, tortura, do outro uma luta legítima pela libertação. Nada mais. A Palestina vencerá".

## Condecorações
- Cavaleiro da Ordem Nacional da Legião de Honra, em 4 de abril de 2010 como presidente do Comité Nacional da Memória e História da Escravidão.[22]

## Obras Traduzidas para Português
- Decolonizar o Museu. Tradução de Pedro Elói Duarte. Orfeu Negro, Maio de 2024.[23]
- Um Feminismo Decolonial. Tradução de Anabela C. Caldeira e José Alfaro. Orfeu Negro, Janeiro de 2023.[24]

## Ligações Externas
- Imaginar Futuros: Descolonizando o Museu - Conversa com Françoise Vergès e Sandra Benites (PT) no Instituto Tomie Ohtake
- [Ubu das 5 às 7] Feminismos Decoloniais - Conversa com Françoise Vergès e Djamila Ribeiro, moderação de Jamille Pinheiro Dias (PT)